# Theo Glinz
Theo Glinz (* 6. September 1890 in Lenzburg im Kanton Aargau; † 10. Mai 1962 in Horn TG im Kanton Thurgau; heimatberechtigt in St. Gallen) war ein Schweizer Künstler, vor allem ein Maler, Zeichner und Grafiker in der Schweiz.

## Werdegang
Theo Glinz wuchs in Lenzburg auf, wo sein Vater Theophil Glinz als Zeichenlehrer an der Bezirksschule unterrichtete. 
Glinz absolvierte eine Lehre als Stickereizeichner an der Stickereischule St. Gallen. Anschliessend ging er nach Paris, wo er Stoffmuster und Tapeten entwarf. 1911 hielt sich Glinz an der Akademie der Bildenden Künste München auf und wurde von Franz von Stuck unterrichtet.
Wieder in Paris wurde er Schüler von Édouard Vuillard. 1914 bis zum Kriegsende lebte Glinz im Gebiet der Sabriner Berge. 1915 kehrte er in die Schweiz zurück und lebte zuerst in St. Gallen, dann als frisch verheirateter Ehemann im Schlösschen Wiggen oberhalb Rorschach und ab 1927 im Schloss Horn am Bodensee. Dort bewohnte der Kunstschaffende das Eingangsgeschoss vom Schloss und bemalte das Gewächshaus, das in den Jahren 2000/01 samt seinen Wandmalereien saniert wurde.
Von dort aus führten ihn seine Studienreisen nach England, Korsika und das Tessin in sein geliebtes Carona. In St. Gallen bewegte er sich in der Künstlerszene im legendären, 1972 abgebrochenen Hotel Schiff in der Multergasse.
Der begabte Zeichner illustrierte die Bücher Die Kinder aus Nr. 67 der bekannten Kinderbuchautorin Lisa Tetzner, ebenso die zweibändige Erstausgabe Die schwarzen Brüder 1940/1941 von Lisa Tetzner/Kurt Held aus dem Verlag Sauerländer. Glinz schuf 1937 das imposante Wandbild Odysseus und Nausikaa vor dem Lehrerzimmer in der St. Galler Kantonsschule am Burggraben. Das Bild wurde 1991 bei Renovationsarbeiten überdeckt, mit leicht zu entfernender Farbe. Fünfzehn weitere Werke des Künstlers befinden sich im Besitz des Kantons St. Gallen. Bilder von Theo Glinz sind im Kunstkabinett des Museums Kornhaus in Rorschach zu sehen.
2023/2024 wurde im Rahmen der Sanierung des Kindergarten Bogenstrasse in Horn die drei Wandmalereien an der Südfassade wieder aufgefrischt.

## Werke (Auswahl)
- Südliche Landschaft, Ölbild
- Die Kirche von Carona, Öl auf Holz
- Grosse Gartenlandschaft, Öl auf Sperrholz
- Waldlichtung, Feder und Bleistift auf Papier
- Altenrhein, Öl auf Sperrholz
- Bad Horn, Öl auf Leinwand, 1933.
- Landschaft bei der Grünau, Horn, Federzeichnung auf Papier, 1941.
- Er spricht zu seinem Volk, Öl auf Sperrholz, 1942.
- Landarbeiter bei der Ruhepause, Öl auf Holz, 1947.

## Besprechungen
«Er spricht zu seinem Volk»
1942, Öl auf Sperrholz, Format 54 × 65 cm, Privatbesitz
Das Ölbild Er spricht zu seinem Volk ist eine malerische Umsetzung der von Charlie Chaplin in Der grosse Diktator 1940 verfilmten Satire über den verfemten «Führer» des deutschen Nationalsozialismus, der in lächerlicher Weise dargestellt wurde. Das von Theo Glinz gemalte Bild und der von ihm gewählte Titel sind in doppelter Weise tiefgründig wie symbolisch. Auf einem Jahrmarkt spricht von einer überdachten Bühne aus ein Clown zu den dichtgedrängten Besuchern. Zur linken Seite des Clowns die rothaarige Eva, zu seinen Füssen, untergeordnet, das zu ihm hochsehende Volk, im Hintergrund das sich noch drehende Karussell. Das Volk staunt mit grossen Augen und offenen Mündern. Nur gerade drei Besucher sehen vermutlich anders, sie tragen eine (rote, grüne und blaue) Brille. «Und er sprach zu seinem Volke» ist der Urbibel, 2. Mose (Exodus) 1.9 entlehnt.
«Odysseus und Nausikaa»
1937, Wandbild, Kunstsammlung des Kantons St. Gallen, Inv. Nr. 1184
Die Szene, in der sich die Königstochter Nausikaa dem schiffbrüchigen Odysseus mutig entgegenstellt, während sich ihre Mägde furchtsam verkriechen, wurde in den Dreissigerjahren vom Maler, Zeichner und Grafiker Theo Glinz gemalt. Sie schmückte in der Kantonsschule am Burggraben die Wand vor dem Lehrerzimmer, zusammen mit der Darstellung der Heimkehr des Helden. Die beiden Szenen entstanden im Rahmen einer künstlerischen Neugestaltung der Kantonsschule, bei der auch die Künstler Chr. A. Egli, Josef Büsser, August Wanner und Peter Fels zum Zuge kamen. Die Gemälde wurden 1991 bei der Renovation überdeckt, mit einer leicht zu entfernenden Farbe.